# Vòng loại Giải vô địch bóng đá thế giới 2018 – Khu vực châu Âu
Vòng loại giải vô địch bóng đá thế giới 2018 khu vực châu Âu là một giải đấu bóng đá nam được tổ chức từ ngày 4 tháng 9 năm 2016 đến ngày 14 tháng 11 năm 2017 để xác định 13 trong số 54 đội tuyển bóng đá nam quốc gia là thành viên của Liên đoàn bóng đá châu Âu (UEFA) và Liên đoàn bóng đá thế giới (FIFA) để tham dự Giải vô địch bóng đá thế giới 2018 được tổ chức tại Nga. Lịch thi đấu của vòng loại khu vực châu Âu được Ủy ban điều hành UEFA xác nhận vào ngày 22–23 tháng 3 năm 2015 tại thủ đô Viên của Áo.
Bỉ, Anh, Pháp, Đức, Iceland, Ba Lan, Bồ Đào Nha, Serbia, và Tây Ban Nha đã vượt qua vòng loại với vị trí thứ nhất ở tại bảng đấu; trong khi Thụy Sĩ, Croatia, Thụy Điển và Đan Mạch cũng đã vượt qua vòng loại sau chiến thắng ở các trận play-off. Nga đã vượt qua vòng loại với tư cách là nước chủ nhà.

## Thể thức
Vòng loại khu vực châu Âu được phân tính như sau:
- Vòng 1 (vòng bảng): 52 đội tham dự chia làm 9 bảng (7 bảng đầu có 6 đội và 2 bảng cuối có 5 đội) thi đấu vòng tròn tính điểm, lấy đội dẫn đầu mỗi bảng giành quyền tham dự Giải vô địch bóng đá thế giới 2018, và 8 đội nhì bảng thành tích cao nhất tiến vào vòng 2 (vòng vé vớt).
- Vòng 2 (vòng vé vớt): 8 đội nhì bảng thành tích cao nhất được chia làm 8 cặp đấu lượt đi - lượt về thi đấu theo thể thức sân nhà - sân khách để chọn ra 4 suất còn lại tham dự Giải vô địch bóng đá thế giới 2018.

## Lịch thi đấu
Các trận đấu vòng loại được bắt đầu vào tháng 9 năm 2016, giải vô địch bóng đá châu Âu 2016 sau đây, và sẽ kết thúc vào tháng 11 năm 2017.
| Vòng               | Ngày đấu    | Ngày                            |
| ------------------ | ----------- | ------------------------------- |
| Vòng 1 (vòng bảng) | Ngày đấu 1  | 4–6 tháng 9 năm 2016            |
| Vòng 1 (vòng bảng) | Ngày đấu 2  | 6–8 tháng 10 năm 2016           |
| Vòng 1 (vòng bảng) | Ngày đấu 3  | 9–11 tháng 10 năm 2016          |
| Vòng 1 (vòng bảng) | Ngày đấu 4  | 11–13 tháng 11 năm 2016         |
| Vòng 1 (vòng bảng) | Ngày đấu 5  | 24–26 tháng 3 năm 2017          |
| Vòng 1 (vòng bảng) | Ngày đấu 6  | 9–11 tháng 6 năm 2017           |
| Vòng 1 (vòng bảng) | Ngày đấu 7  | 31 tháng 8 – 2 tháng 9 năm 2017 |
| Vòng 1 (vòng bảng) | Ngày đấu 8  | 3–5 tháng 9 năm 2017            |
| Vòng 1 (vòng bảng) | Ngày đấu 9  | 5–7 tháng 10 năm 2017           |
| Vòng 1 (vòng bảng) | Ngày đấu 10 | 8–10 tháng 10 năm 2017          |

| Vòng                   | Ngày đấu | Ngày                    |
| ---------------------- | -------- | ----------------------- |
| Vòng 2 (vòng play-off) | Lượt 1   | 9–11 tháng 11 năm 2017  |
| Vòng 2 (vòng play-off) | Lượt 2   | 12–14 tháng 11 năm 2017 |

## Vòng 1

### Hạt giống
Lễ bốc thăm cho vòng 1 (vòng bảng) đã tổ chức như phần của bốc thăm vòng sơ loại giải vô địch bóng đá thế giới 2018 vào ngày 25 tháng 7 năm 2015, bắt đầu lúc 18:00 MSK (UTC+3), tại Cung điện Konstantinovsky ở Strelna, Sankt-Peterburg, Nga.
Các hạt giống dựa theo bảng xếp hạng thế giới FIFA của tháng 7 năm 2015. 52 đội tuyển được hạt giống thành 6 nhóm:
- Nhóm 1 có chứa các đội được xếp hạng 1–9.
- Nhóm 2 có chứa các đội được xếp hạng 10–18.
- Nhóm 3 có chứa các đội được xếp hạng 19–27.
- Nhóm 4 có chứa các đội được xếp hạng 28–36.
- Nhóm 5 có chứa các đội được xếp hạng 37–45.
- Nhóm 6 có chứa các đội được xếp hạng 46–52.

Mỗi bảng 6 đội có một đội từ mỗi đội 6 nhóm, trong khi mỗi bảng 5 đội có một đội từ mỗi đội 5 nhóm đầu tiên.
Do tập trung bản quyền phương tiện cho vòng loại châu Âu, Anh, Pháp, Đức, Ý, Tây Ban Nha và Hà Lan đã được tất cả rút thăm thành các bảng 6 đội. Hà Lan và Pháp đã được rút thăm cùng nhau trong bảng A, và Tây Ban Nha và Ý đã được rút thăm cùng nhau trong bảng G.
Để xem xét tình huống chính trị khó khăn của các quan hệ giữa Armenia và Azerbaijan, UEFA đã yêu cầu rằng FIFA duy trì chính sách của UEFA hiện tại không được rút thăm các đội này thành cùng nhóm vòng loại (vì là hai đội đã cùng nhóm hạt giống, điều này sẽ không có xảy ra bất kể yêu cầu).
Các đội đã được phân bổ cho các nhóm hạt giống như sau (Tháng 7 năm 2015 bảng xếp hạng FIFA hiển thị trong cột thứ hai; các đội tuyển quốc gia cuối cùng được vượt qua vòng loại cho giải đấu chung kết được trình bày ở dạng chữ đậm).
| Đội tuyển   | Vt |
| ----------- | -- |
| Đức         | 2  |
| Bỉ          | 3  |
| Hà Lan      | 5  |
| Bồ Đào Nha  | 7  |
| România     | 8  |
| Anh         | 9  |
| Wales       | 10 |
| Tây Ban Nha | 12 |
| Croatia     | 14 |

| Đội tuyển            | Vt |
| -------------------- | -- |
| Slovakia             | 15 |
| Áo                   | 15 |
| Ý                    | 17 |
| Thụy Sĩ              | 18 |
| Cộng hòa Séc         | 20 |
| Pháp                 | 22 |
| Iceland              | 23 |
| Đan Mạch             | 24 |
| Bosna và Hercegovina | 26 |

| Đội tuyển   | Vt |
| ----------- | -- |
| Ukraina     | 27 |
| Scotland    | 29 |
| Ba Lan      | 30 |
| Hungary     | 31 |
| Thụy Điển   | 33 |
| Albania     | 36 |
| Bắc Ireland | 37 |
| Serbia      | 43 |
| Hy Lạp      | 44 |

| Đội tuyển        | Vt |
| ---------------- | -- |
| Thổ Nhĩ Kỳ       | 48 |
| Slovenia         | 49 |
| Israel           | 51 |
| Cộng hòa Ireland | 52 |
| Na Uy            | 67 |
| Bulgaria         | 68 |
| Quần đảo Faroe   | 74 |
| Montenegro       | 81 |
| Estonia          | 82 |

| Đội tuyển     | Vt  |
| ------------- | --- |
| Síp           | 85  |
| Latvia        | 87  |
| Armenia       | 89  |
| Phần Lan      | 90  |
| Belarus       | 100 |
| Bắc Macedonia | 105 |
| Azerbaijan    | 108 |
| Litva         | 110 |
| Moldova       | 124 |

| Đội tuyển     | Vt  |
| ------------- | --- |
| Kazakhstan    | 142 |
| Luxembourg    | 146 |
| Liechtenstein | 147 |
| Gruzia        | 153 |
| Malta         | 158 |
| San Marino    | 192 |
| Andorra       | 202 |

Các hiệp hội bóng đá của Gibraltar và Kosovo đã trở thành thành viên của FIFA sau lễ bốc thăm nhưng trước khi bất cứ trận đấu nào đã được diễn ra. Khi cả hai hiệp hội đã trở thành đủ điều kiện để tham gia trong vòng loại giải vô địch bóng đá thế giới 2018 vào ngày 9 tháng 6 năm 2016, UEFA và FIFA đã quyết định rằng Gibraltar sẽ gia nhập bảng H và Kosovo sẽ gia nhập bảng I, những bảng khi đó chỉ có 5 đội. Ngoài ra, UEFA đã quyết định rằng Kosovo không thể thi đấu với Bosna và Hercegovina hoặc Serbia vì lý do an ninh, do tình trạng chính trị bất ổn Kosovo. Gibraltar và Tây Ban Nha trước đó đã bị UEFA không cho phép vào cùng bảng tại vòng loại giải vô địch bóng đá châu Âu 2016 do tình trạng tranh chấp của Gibraltar.

### Tóm tắt
| Bảng A                                     | Bảng B                                        | Bảng C                                           | Bảng D                          | Bảng E                                        | Bảng F                                           | Bảng G                                             | Bảng H                                             | Bảng I                                     |
| ------------------------------------------ | --------------------------------------------- | ------------------------------------------------ | ------------------------------- | --------------------------------------------- | ------------------------------------------------ | -------------------------------------------------- | -------------------------------------------------- | ------------------------------------------ |
| · Pháp                                     | · Bồ Đào Nha                                  | · Đức                                            | · Serbia                        | · Ba Lan                                      | · Anh                                            | · Tây Ban Nha                                      | · Bỉ                                               | · Iceland                                  |
| · Thụy Điển                                | · Thụy Sĩ                                     | · Bắc Ireland                                    | · Cộng hòa Ireland              | · Đan Mạch                                    | · Slovakia · Scotland · Slovenia · Litva · Malta | · Ý                                                | · Hy Lạp                                           | · Croatia                                  |
| · Hà Lan · Bulgaria · Luxembourg · Belarus | · Hungary · Quần đảo Faroe · Latvia · Andorra | · Cộng hòa Séc · Na Uy · Azerbaijan · San Marino | · Wales · Áo · Gruzia · Moldova | · Montenegro · România · Armenia · Kazakhstan | · Slovakia · Scotland · Slovenia · Litva · Malta | · Albania · Israel · Bắc Macedonia · Liechtenstein | · Bosna và Hercegovina · Estonia · Síp · Gibraltar | · Ukraina · Thổ Nhĩ Kỳ · Phần Lan · Kosovo |

### Các bảng
| Tiêu chí xếp hạng vòng loại Giải vô địch bóng đá thế giới 2018 |
| --- |
| Với thể thức sân nhà và sân khách, việc xếp hạng các đội trong mỗi bảng được dựa trên các tiêu chí sau đây (quy định các Điều 20.6 và 20.7): 1. Điểm số (3 điểm cho 1 trận thắng, 1 điểm cho 1 trận hòa, 0 điểm cho 1 trận thua) 2. Hiệu số bàn thắng thua 3. Số bàn thắng 4. Điểm số trong trận đấu giữa các đội 5. Hiệu số bàn thắng thua trong trận đấu giữa các đội 6. Số bàn thắng ghi được trong trận đấu giữa các đội 7. Số bàn thắng sân khách ghi được trong các trận đấu giữa các đội 8. Trận play-off trên sân trung lập (nếu được chấp thuận bởi FIFA), với hiệp phụ và đá sút luân lưu nếu cần |

#### Bảng A
| VT | Đội        | ST | T | H | B | BT | BB | HS  | Đ  | Giành quyền tham dự                        |     |     |     |     |     |     |     |
| -- | ---------- | -- | - | - | - | -- | -- | --- | -- | ------------------------------------------ | --- | --- | --- | --- | --- | --- | --- |
| 1  | Pháp       | 10 | 7 | 2 | 1 | 18 | 6  | +12 | 23 | Vượt qua vòng loại vào FIFA World Cup 2018 |     | —   | 2–1 | 4–0 | 4–1 | 0–0 | 2–1 |
| 2  | Thụy Điển  | 10 | 6 | 1 | 3 | 26 | 9  | +17 | 19 | Giành quyền vào vòng 2                     |     | 2–1 | —   | 1–1 | 3–0 | 8–0 | 4–0 |
| 3  | Hà Lan     | 10 | 6 | 1 | 3 | 21 | 12 | +9  | 19 |                                            |     | 0–1 | 2–0 | —   | 3–1 | 5–0 | 4–1 |
| 4  | Bulgaria   | 10 | 4 | 1 | 5 | 14 | 19 | −5  | 13 |                                            | 0–1 | 3–2 | 2–0 | —   | 4–3 | 1–0 |     |
| 5  | Luxembourg | 10 | 1 | 3 | 6 | 8  | 26 | −18 | 6  |                                            | 1–3 | 0–1 | 1–3 | 1–1 | —   | 1–0 |     |
| 6  | Belarus    | 10 | 1 | 2 | 7 | 6  | 21 | −15 | 5  |                                            | 0–0 | 0–4 | 1–3 | 2–1 | 1–1 | —   |     |

#### Bảng B
| VT | Đội            | ST | T | H | B | BT | BB | HS  | Đ  | Giành quyền tham dự                        |     |     |     |     |     |     |     |
| -- | -------------- | -- | - | - | - | -- | -- | --- | -- | ------------------------------------------ | --- | --- | --- | --- | --- | --- | --- |
| 1  | Bồ Đào Nha     | 10 | 9 | 0 | 1 | 32 | 4  | +28 | 27 | Vượt qua vòng loại vào FIFA World Cup 2018 |     | —   | 2–0 | 3–0 | 5–1 | 4–1 | 6–0 |
| 2  | Thụy Sĩ        | 10 | 9 | 0 | 1 | 23 | 7  | +16 | 27 | Giành quyền vào vòng 2                     |     | 2–0 | —   | 5–2 | 2–0 | 1–0 | 3–0 |
| 3  | Hungary        | 10 | 4 | 1 | 5 | 14 | 14 | 0   | 13 |                                            |     | 0–1 | 2–3 | —   | 1–0 | 3–1 | 4–0 |
| 4  | Quần đảo Faroe | 10 | 2 | 3 | 5 | 4  | 16 | −12 | 9  |                                            | 0–6 | 0–2 | 0–0 | —   | 0–0 | 1–0 |     |
| 5  | Latvia         | 10 | 2 | 1 | 7 | 7  | 18 | −11 | 7  |                                            | 0–3 | 0–3 | 0–2 | 0–2 | —   | 4–0 |     |
| 6  | Andorra        | 10 | 1 | 1 | 8 | 2  | 23 | −21 | 4  |                                            | 0–2 | 1–2 | 1–0 | 0–0 | 0–1 | —   |     |

#### Bảng C
| VT | Đội          | ST | T  | H | B  | BT | BB | HS  | Đ  | Giành quyền tham dự                        |     |     |     |     |     |     |     |
| -- | ------------ | -- | -- | - | -- | -- | -- | --- | -- | ------------------------------------------ | --- | --- | --- | --- | --- | --- | --- |
| 1  | Đức          | 10 | 10 | 0 | 0  | 43 | 4  | +39 | 30 | Vượt qua vòng loại vào FIFA World Cup 2018 |     | —   | 2–0 | 3–0 | 6–0 | 5–1 | 7–0 |
| 2  | Bắc Ireland  | 10 | 6  | 1 | 3  | 17 | 6  | +11 | 19 | Giành quyền vào vòng 2                     |     | 1–3 | —   | 2–0 | 2–0 | 4–0 | 4–0 |
| 3  | Cộng hòa Séc | 10 | 4  | 3 | 3  | 17 | 10 | +7  | 15 |                                            |     | 1–2 | 0–0 | —   | 2–1 | 0–0 | 5–0 |
| 4  | Na Uy        | 10 | 4  | 1 | 5  | 17 | 16 | +1  | 13 |                                            | 0–3 | 1–0 | 1–1 | —   | 2–0 | 4–1 |     |
| 5  | Azerbaijan   | 10 | 3  | 1 | 6  | 10 | 19 | −9  | 10 |                                            | 1–4 | 0–1 | 1–2 | 1–0 | —   | 5–1 |     |
| 6  | San Marino   | 10 | 0  | 0 | 10 | 2  | 51 | −49 | 0  |                                            | 0–8 | 0–3 | 0–6 | 0–8 | 0–1 | —   |     |

#### Bảng D
| VT | Đội              | ST | T | H | B | BT | BB | HS  | Đ  | Giành quyền tham dự                        |     |     |     |     |     |     |     |
| -- | ---------------- | -- | - | - | - | -- | -- | --- | -- | ------------------------------------------ | --- | --- | --- | --- | --- | --- | --- |
| 1  | Serbia           | 10 | 6 | 3 | 1 | 20 | 10 | +10 | 21 | Vượt qua vòng loại vào FIFA World Cup 2018 |     | —   | 2–2 | 1–1 | 3–2 | 1–0 | 3–0 |
| 2  | Cộng hòa Ireland | 10 | 5 | 4 | 1 | 12 | 6  | +6  | 19 | Giành quyền vào vòng 2                     |     | 0–1 | —   | 0–0 | 1–1 | 1–0 | 2–0 |
| 3  | Wales            | 10 | 4 | 5 | 1 | 13 | 6  | +7  | 17 |                                            |     | 1–1 | 0–1 | —   | 1–0 | 1–1 | 4–0 |
| 4  | Áo               | 10 | 4 | 3 | 3 | 14 | 12 | +2  | 15 |                                            | 3–2 | 0–1 | 2–2 | —   | 1–1 | 2–0 |     |
| 5  | Gruzia           | 10 | 0 | 5 | 5 | 8  | 14 | −6  | 5  |                                            | 1–3 | 1–1 | 0–1 | 1–2 | —   | 1–1 |     |
| 6  | Moldova          | 10 | 0 | 2 | 8 | 4  | 23 | −19 | 2  |                                            | 0–3 | 1–3 | 0–2 | 0–1 | 2–2 | —   |     |

#### Bảng E
| VT | Đội        | ST | T | H | B | BT | BB | HS  | Đ  | Giành quyền tham dự                        |     |     |     |     |     |     |     |
| -- | ---------- | -- | - | - | - | -- | -- | --- | -- | ------------------------------------------ | --- | --- | --- | --- | --- | --- | --- |
| 1  | Ba Lan     | 10 | 8 | 1 | 1 | 28 | 14 | +14 | 25 | Vượt qua vòng loại vào FIFA World Cup 2018 |     | —   | 3–2 | 4–2 | 3–1 | 2–1 | 3–0 |
| 2  | Đan Mạch   | 10 | 6 | 2 | 2 | 20 | 8  | +12 | 20 | Giành quyền vào vòng 2                     |     | 4–0 | —   | 0–1 | 1–1 | 1–0 | 4–1 |
| 3  | Montenegro | 10 | 5 | 1 | 4 | 20 | 12 | +8  | 16 |                                            |     | 1–2 | 0–1 | —   | 1–0 | 4–1 | 5–0 |
| 4  | România    | 10 | 3 | 4 | 3 | 12 | 10 | +2  | 13 |                                            | 0–3 | 0–0 | 1–1 | —   | 1–0 | 3–1 |     |
| 5  | Armenia    | 10 | 2 | 1 | 7 | 10 | 26 | −16 | 7  |                                            | 1–6 | 1–4 | 3–2 | 0–5 | —   | 2–0 |     |
| 6  | Kazakhstan | 10 | 0 | 3 | 7 | 6  | 26 | −20 | 3  |                                            | 2–2 | 1–3 | 0–3 | 0–0 | 1–1 | —   |     |

#### Bảng F
| VT | Đội      | ST | T | H | B | BT | BB | HS  | Đ  | Giành quyền tham dự                        |     |     |     |     |     |     |     |
| -- | -------- | -- | - | - | - | -- | -- | --- | -- | ------------------------------------------ | --- | --- | --- | --- | --- | --- | --- |
| 1  | Anh      | 10 | 8 | 2 | 0 | 18 | 3  | +15 | 26 | Vượt qua vòng loại vào FIFA World Cup 2018 |     | —   | 2–1 | 3–0 | 1–0 | 2–0 | 2–0 |
| 2  | Slovakia | 10 | 6 | 0 | 4 | 17 | 7  | +10 | 18 |                                            |     | 0–1 | —   | 3–0 | 1–0 | 4–0 | 3–0 |
| 3  | Scotland | 10 | 5 | 3 | 2 | 17 | 12 | +5  | 18 |                                            | 2–2 | 1–0 | —   | 1–0 | 1–1 | 2–0 |     |
| 4  | Slovenia | 10 | 4 | 3 | 3 | 12 | 7  | +5  | 15 |                                            | 0–0 | 1–0 | 2–2 | —   | 4–0 | 2–0 |     |
| 5  | Litva    | 10 | 1 | 3 | 6 | 7  | 20 | −13 | 6  |                                            | 0–1 | 1–2 | 0–3 | 2–2 | —   | 2–0 |     |
| 6  | Malta    | 10 | 0 | 1 | 9 | 3  | 25 | −22 | 1  |                                            | 0–4 | 1–3 | 1–5 | 0–1 | 1–1 | —   |     |

#### Bảng G
| VT | Đội           | ST | T | H | B  | BT | BB | HS  | Đ  | Giành quyền tham dự                        |     |     |     |     |     |     |     |
| -- | ------------- | -- | - | - | -- | -- | -- | --- | -- | ------------------------------------------ | --- | --- | --- | --- | --- | --- | --- |
| 1  | Tây Ban Nha   | 10 | 9 | 1 | 0  | 36 | 3  | +33 | 28 | Vượt qua vòng loại vào FIFA World Cup 2018 |     | —   | 3–0 | 3–0 | 4–1 | 4–0 | 8–0 |
| 2  | Ý             | 10 | 7 | 2 | 1  | 21 | 8  | +13 | 23 | Giành quyền vào vòng 2                     |     | 1–1 | —   | 2–0 | 1–0 | 1–1 | 5–0 |
| 3  | Albania       | 10 | 4 | 1 | 5  | 10 | 13 | −3  | 13 |                                            |     | 0–2 | 0–1 | —   | 0–3 | 2–1 | 2–0 |
| 4  | Israel        | 10 | 4 | 0 | 6  | 10 | 15 | −5  | 12 |                                            | 0–1 | 1–3 | 0–3 | —   | 0–1 | 2–1 |     |
| 5  | Bắc Macedonia | 10 | 3 | 2 | 5  | 15 | 15 | 0   | 11 |                                            | 1–2 | 2–3 | 1–1 | 1–2 | —   | 4–0 |     |
| 6  | Liechtenstein | 10 | 0 | 0 | 10 | 1  | 39 | −38 | 0  |                                            | 0–8 | 0–4 | 0–2 | 0–1 | 0–3 | —   |     |

#### Bảng H
| VT | Đội                  | ST | T | H | B  | BT | BB | HS  | Đ  | Giành quyền tham dự                        |     |     |     |     |     |     |     |
| -- | -------------------- | -- | - | - | -- | -- | -- | --- | -- | ------------------------------------------ | --- | --- | --- | --- | --- | --- | --- |
| 1  | Bỉ                   | 10 | 9 | 1 | 0  | 43 | 6  | +37 | 28 | Vượt qua vòng loại vào FIFA World Cup 2018 |     | —   | 1–1 | 4–0 | 8–1 | 4–0 | 9–0 |
| 2  | Hy Lạp               | 10 | 5 | 4 | 1  | 17 | 6  | +11 | 19 | Giành quyền vào vòng 2                     |     | 1–2 | —   | 1–1 | 0–0 | 2–0 | 4–0 |
| 3  | Bosna và Hercegovina | 10 | 5 | 2 | 3  | 24 | 13 | +11 | 17 |                                            |     | 3–4 | 0–0 | —   | 5–0 | 2–0 | 5–0 |
| 4  | Estonia              | 10 | 3 | 2 | 5  | 13 | 19 | −6  | 11 |                                            | 0–2 | 0–2 | 1–2 | —   | 1–0 | 4–0 |     |
| 5  | Síp                  | 10 | 3 | 1 | 6  | 9  | 18 | −9  | 10 |                                            | 0–3 | 1–2 | 3–2 | 0–0 | —   | 3–1 |     |
| 6  | Gibraltar            | 10 | 0 | 0 | 10 | 3  | 47 | −44 | 0  |                                            | 0–6 | 1–4 | 0–4 | 0–6 | 1–2 | —   |     |

#### Bảng I
| VT | Đội        | ST | T | H | B | BT | BB | HS  | Đ  | Giành quyền tham dự                        |     |     |     |     |     |     |     |
| -- | ---------- | -- | - | - | - | -- | -- | --- | -- | ------------------------------------------ | --- | --- | --- | --- | --- | --- | --- |
| 1  | Iceland    | 10 | 7 | 1 | 2 | 16 | 7  | +9  | 22 | Vượt qua vòng loại vào FIFA World Cup 2018 |     | —   | 1–0 | 2–0 | 2–0 | 3–2 | 2–0 |
| 2  | Croatia    | 10 | 6 | 2 | 2 | 15 | 4  | +11 | 20 | Giành quyền vào vòng 2                     |     | 2–0 | —   | 1–0 | 1–1 | 1–1 | 1–0 |
| 3  | Ukraina    | 10 | 5 | 2 | 3 | 13 | 9  | +4  | 17 |                                            |     | 1–1 | 0–2 | —   | 2–0 | 1–0 | 3–0 |
| 4  | Thổ Nhĩ Kỳ | 10 | 4 | 3 | 3 | 14 | 13 | +1  | 15 |                                            | 0–3 | 1–0 | 2–2 | —   | 2–0 | 2–0 |     |
| 5  | Phần Lan   | 10 | 2 | 3 | 5 | 9  | 13 | −4  | 9  |                                            | 1–0 | 0–1 | 1–2 | 2–2 | —   | 1–1 |     |
| 6  | Kosovo     | 10 | 0 | 1 | 9 | 3  | 24 | −21 | 1  |                                            | 1–2 | 0–6 | 0–2 | 1–4 | 0–1 | —   |     |

### Xếp hạng các đội xếp thứ 2
Tại thời điểm của bốc thăm, các bảng H và I đã có một đội ít hơn so với các bảng khác vì vậy chúng tôi đã quyết định rằng trận đấu với đội xếp thứ cuối cùng trong mỗi bảng 6 đội sẽ không bao gồm trong bảng xếp hạng các đội xếp hạng nhì. Ngay cả sau khi cho phép Kosovo và Gibraltar, và với tất cả các bảng hiện tại có chứa 6 đội, quy tắc này đã không thay đổi và trận đấu với đội xếp hạng 6 trong tất cả các bảng vẫn còn bị loại. Kết quả là chỉ có 8 trận đấu được diễn ra bởi mỗi đội sẽ được tính trong bảng xếp thứ 2.
8 đội xếp nhì bảng tốt nhất được xác định bởi các thông số sau đây, theo thứ tự này:
1. Số điểm cao nhất
2. Hiệu số
3. Số bàn thắng ghi được cao nhất
4. Điểm giải phong cách
5. Bốc thăm nhiều

| VT | Bg | Đội              | ST | T | H | B | BT | BB | HS  | Đ  | Giành quyền tham dự                    |
| -- | -- | ---------------- | -- | - | - | - | -- | -- | --- | -- | -------------------------------------- |
| 1  | B  | Thụy Sĩ          | 8  | 7 | 0 | 1 | 18 | 6  | +12 | 21 | Giành quyền vào vòng 2 (vòng play-off) |
| 2  | G  | Ý                | 8  | 5 | 2 | 1 | 12 | 8  | +4  | 17 | Giành quyền vào vòng 2 (vòng play-off) |
| 3  | E  | Đan Mạch         | 8  | 4 | 2 | 2 | 13 | 6  | +7  | 14 | Giành quyền vào vòng 2 (vòng play-off) |
| 4  | I  | Croatia          | 8  | 4 | 2 | 2 | 8  | 4  | +4  | 14 | Giành quyền vào vòng 2 (vòng play-off) |
| 5  | A  | Thụy Điển        | 8  | 4 | 1 | 3 | 18 | 9  | +9  | 13 | Giành quyền vào vòng 2 (vòng play-off) |
| 6  | C  | Bắc Ireland      | 8  | 4 | 1 | 3 | 10 | 6  | +4  | 13 | Giành quyền vào vòng 2 (vòng play-off) |
| 7  | H  | Hy Lạp           | 8  | 3 | 4 | 1 | 9  | 5  | +4  | 13 | Giành quyền vào vòng 2 (vòng play-off) |
| 8  | D  | Cộng hòa Ireland | 8  | 3 | 4 | 1 | 7  | 5  | +2  | 13 | Giành quyền vào vòng 2 (vòng play-off) |
| 9  | F  | Slovakia         | 8  | 4 | 0 | 4 | 11 | 6  | +5  | 12 |                                        |

## Vòng 2
8 đội nhì bảng tốt nhất đã thi đấu vào vòng 2, nơi họ có cặp đội thành lịch thi đấu 4 trận hai lượt (sân nhà và sân khách).

### Hạt giống và bốc thăm
Lễ bốc thăm cho vòng 2 (vòng play-off) được tổ chức vào ngày 17 tháng 10 năm 2017, lúc 14:00 CEST (UTC+2), tại trụ sở FIFA ở Zürich, Thụy Sĩ. 8 đội được chọn là hạt giống bởi bảng xếp hạng thế giới FIFA được công bố vào ngày 16 tháng 10 năm 2017, có 4 đội hàng đầu trong nhóm 1, và 4 đội còn lại trong nhóm 2. Các đội từ nhóm 1 thi đấu với các đội từ nhóm 2 trên căn cứ sân nhà và sân khách, có thứ tự của các lượt được quyết định bởi bốc thăm.
| Nhóm 1                                               | Nhóm 2                                                                  |
| ---------------------------------------------------- | ----------------------------------------------------------------------- |
| Thụy Sĩ (11) · Ý (15) · Croatia (18) · Đan Mạch (19) | Bắc Ireland (23) · Thụy Điển (25) · Cộng hòa Ireland (26) · Hy Lạp (47) |

### Các trận đấu
Lượt đi được diễn ra vào ngày 9–11 tháng 11, và lượt về được diễn ra vào ngày 12–14 tháng 11 năm 2017. Các đội thắng của mỗi trận đấu vượt qua vòng loại cho Giải vô địch bóng đá thế giới.
| Đội 1       | TTS | Đội 2            | Lượt đi | Lượt về |
| ----------- | --- | ---------------- | ------- | ------- |
| Bắc Ireland | 0–1 | Thụy Sĩ          | 0–1     | 0–0     |
| Croatia     | 4–1 | Hy Lạp           | 4–1     | 0–0     |
| Đan Mạch    | 5–1 | Cộng hòa Ireland | 0–0     | 5–1     |
| Thụy Điển   | 1–0 | Ý                | 1–0     | 0–0     |

## Các đội tuyển vượt qua vòng loại
Các đội tuyển sau đây từ UEFA được vượt qua vòng loại cho giải đấu chung kết.
| Đội tuyển   | Tư cách vòng loại   | Ngày vượt qua vòng loại | Lần tham dự trước trong giải đấu1                                                                                         |
| ----------- | ------------------- | ----------------------- | --- |
| Nga         | Chủ nhà             | 2 tháng 12 năm 2010     | 10 (19582, 19622, 19662, 19702, 19822, 19862, 19902, 1994, 2002, 2014)                                                    |
| Pháp        | Nhất bảng A         | 10 tháng 10 năm 2017    | 14 (1930, 1934, 1938, 1954, 1958, 1966, 1978, 1982, 1986, 1998, 2002, 2006, 2010, 2014)                                   |
| Bồ Đào Nha  | Nhất bảng B         | 10 tháng 10 năm 2017    | 6 (1966, 1986, 2002, 2006, 2010, 2014)                                                                                    |
| Đức         | Nhất bảng C         | 5 tháng 10 năm 2017     | 18 (1934, 1938, 19543, 19583, 19623, 19663, 19703, 19743, 19783, 19823, 19863, 19903, 1994, 1998, 2002, 2006, 2010, 2014) |
| Serbia      | Nhất bảng D         | 9 tháng 10 năm 2017     | 11 (19304, 19504, 19544, 19584, 19624, 19744, 19824, 19904, 19984, 20064, 2010)                                           |
| Ba Lan      | Nhất bảng E         | 8 tháng 10 năm 2017     | 7 (1938, 1974, 1978, 1982, 1986, 2002, 2006)                                                                              |
| Anh         | Nhất bảng F         | 5 tháng 10 năm 2017     | 14 (1950, 1954, 1958, 1962, 1966, 1970, 1982, 1986, 1990, 1998, 2002, 2006, 2010, 2014)                                   |
| Tây Ban Nha | Nhất bảng G         | 6 tháng 10 năm 2017     | 14 (1934, 1950, 1962, 1966, 1978, 1982, 1986, 1990, 1994, 1998, 2002, 2006, 2010, 2014)                                   |
| Bỉ          | Nhất bảng H         | 3 tháng 9 năm 2017      | 12 (1930, 1934, 1938, 1954, 1970, 1982, 1986, 1990, 1994, 1998, 2002, 2014)                                               |
| Iceland     | Nhất bảng I         | 9 tháng 10 năm 2017     | Không có (lần đầu) |
| Thụy Sĩ     | Thắng trận play-off | 12 tháng 11 năm 2017    | 10 (1934, 1938, 1950, 1954, 1962, 1966, 1994, 2006, 2010, 2014)                                                           |
| Croatia     | Thắng trận play-off | 12 tháng 11 năm 2017    | 4 (1998, 2002, 2006, 2014)                                                                                                |
| Thụy Điển   | Thắng trận play-off | 13 tháng 11 năm 2017    | 11 (1934, 1938, 1950, 1958, 1970, 1974, 1978, 1990, 1994, 2002, 2006)                                                     |
| Đan Mạch    | Thắng trận play-off | 14 tháng 11 năm 2017    | 4 (1986, 1998, 2002, 2010)                                                                                                |

1 In đậm chỉ ra vô địch cho năm đó. In nghiêng chỉ ra chủ nhà cho năm đó.
2 Tham dự như Liên Xô.
3 Tham dự như Tây Đức. Một đội tuyển tách rời cho Đông Đức cũng được tham dự trong vòng loại trong thời gian này, chỉ có tham dự vào năm 1974.
4 Từ năm 1930 đến năm 2006, Serbia đã tham dự như Nam Tư và Serbia và Montenegro.

## Cầu thủ ghi bàn hàng đầu
16 bàn
- Robert Lewandowski

15 bàn
- Cristiano Ronaldo

11 bàn
- Romelu Lukaku
- Christian Eriksen

9 bàn
- André Silva

8 bàn
- Marcus Berg

7 bàn
- Stevan Jovetić

6 bàn
- Eden Hazard
- Kostas Mitroglou
- Ciro Immobile
- Arjen Robben
- Aleksandar Mitrović
- Andriy Yarmolenko

Để có danh sách đầy đủ của cầu thủ ghi bàn, xem các phần trong mỗi bảng:
- Bảng A
- Bảng B
- Bảng C
- Bảng D
- Bảng E
- Bảng F
- Bảng G
- Bảng H
- Bảng I
- Play-off

## Xây dựng thương hiệu
UEFA đã tiết lộ việc xây dựng thương hiệu cho vòng loại vào ngày 15 tháng 4 năm 2013. Nó cho thấy một chiếc áo quốc gia bên trong trái tim, và đại diện cho châu Âu, danh dự và tham vọng. Nhãn hiệu tương tự cũng được sử dụng cho vòng loại châu Âu cho Giải vô địch bóng đá châu Âu 2016.

## Tài trợ
- Carlsberg
- Continental AG
- Hisense
- Konami
- SOCAR
- Turkish Airlines
- Würth
- Adidas